# Matías Campos Toro
Matías Daniel Campos Toro (Santiago, Chile, 22 de junio de 1989) es un exfutbolista profesional chileno que se desempeñaba como lateral, volante o extremo por la banda izquierda.

## Trayectoria

### Audax Italiano
Se inició en las divisiones inferiores del Audax Italiano, debutando en el primer equipo de centro delantero con la camiseta número 22 en el 2005 en la era de Raúl Toro y éste era suplente de Nicolás Corvetto. Fue titular a fines del 2007 cuando este último emigra al extranjero ocupando la posición de lateral izquierdo.
En el año 2010 con la llegada de Omar Labruna que utiliza un esquema de 3-5-2 el Pirata es posicionado más adelante a la posición de volante por la izquierda, logrando formar parte del Equipo Ideal de los Premios Revista El Gráfico en 2010 y 2011 como también ser incluido en el Equipo Ideal de la ANFP en los mismos años 2010 y 2011.
Con la salida de la titularidad de Carlos Garrido, Campos Toro se transformó en el nuevo capitán del equipo desde la Copa Chile 2011.
Por el equipo itálico llegó a jugar 126 partidos marcando 22 goles.
Sumado a todas estas grandes actuaciones, se gana con creces el ser llamado a la Selección de Chile bajo el mando del Director Técnico Claudio Borghi. Sus buenas actuaciones sumado al episodio extra-futbolístico de algunos integrantes de la Selección, principalmente Jean Beausejour, lo hace formar parte indiscutible de la Selección Nacional, siendo el titular del adiestrador por el sector izquierdo.

### Universidad Católica
El 8 de enero de 2012 se confirma la venta de Campos Toro al Granada C.F. para disputar la Primera División de España.
Cinco días después de firmar por el Granada, es cedido a préstamo por 6 meses a la Universidad Católica, por un monto de ochenta mil dólares. Tras debutar extraoficialmente en la final de la Copa Ciudad de Temuco 2012, y de no jugar en la primera fecha del apertura contra Palestino, Campos Toro debutó oficialmente en la derrota de la Universidad Católica frente a Santiago Wanderers. Anotó su primer gol con la UC el 26 de febrero de 2012, frente a Unión Española, en el empate 2-2 en el Estadio Santa Laura.

### Siena y Udinese
Finalizado su préstamo en Universidad Católica, Campos se une al Siena, en calidad cedido, para disputar la Serie A 2013-14.

### Hércules y Granada
Tras no tener mayores oportunidades en Siena ni en Udinese, fue cedido por Quique Pina (embajador de estos tres equipos Udinese, Hércules y Granada) al Hércules de Alicante y militó en el Granada hasta enero que regresara al Hércules hasta finales de temporada.

### Entre Chile y Argentina
Vuelve al futbol chileno cedido a la Unión Española y después de pasar por Sarandi en Argentina es traspasado nuevamente a Audax Italiano.

### Universidad de Chile
A principios de 2019 llega a Universidad de Chile como refuerzo. Pero con la partida del técnico que lo vio llegar que se va fines de marzo, llega uruguayo Alfredo Arias como nuevo DT y Campos Toro no goza de mucha oportunidad.

## Selección nacional

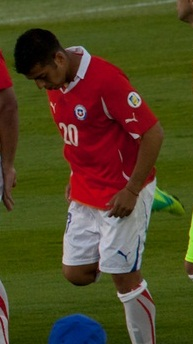
Campos Toro previo a disputar un partido por la selección chilena en 2011.

El 11 de noviembre de 2011 debutó por la selección adulta, ante Uruguay, en el Estadio Centenario. En ese partido convirtió un gol que fue anulado. En la siguiente fecha eliminatoria, contra Paraguay, entró en el segundo tiempo reemplazando a Humberto Suazo y anotó el segundo gol para Chile.

## Estadísticas
| Club                         | Div.          | Temporada     | Liga  | Liga  | Copas nacionales | Copas nacionales | Torneos internacionales | Torneos internacionales | Total | Total | Media goleadora |
| Club                         | Div.          | Temporada     | Part. | Goles | Part.            | Goles            | Part.                   | Goles                   | Part. | Goles | Media goleadora |
| ---------------------------- | ------------- | ------------- | ----- | ----- | ---------------- | ---------------- | ----------------------- | ----------------------- | ----- | ----- | --------------- |
| Audax Italiano · Chile       | 1.ª           | 2009          | 24    | 0     | —                | —                | —                       | —                       | 24    | 0     | 0.00            |
| Audax Italiano · Chile       | 1.ª           | 2010          | 34    | 7     | 1                | 0                | —                       | —                       | 35    | 7     | 0.2             |
| Audax Italiano · Chile       | 1.ª           | 2011          | 33    | 12    | 5                | 1                | —                       | —                       | 38    | 13    | 0.34            |
| Universidad Católica · Chile | 1.ª           |               |       |       |                  |                  |                         |                         |       |       |                 |
| Universidad Católica · Chile | 1.ª           | 2012          | 13    | 2     | —                | —                | 5                       | 0                       | 18    | 2     | 0.11            |
| Universidad Católica · Chile | Total club    | Total club    | 13    | 2     | 0                | 0                | 5                       | 0                       | 18    | 2     | 0.11            |
| Siena · Italia               | 1.ª           |               |       |       |                  |                  |                         |                         |       |       |                 |
| Siena · Italia               | 1.ª           | 2012          | 1     | 0     | —                | —                | —                       | —                       | 1     | 0     | 0.00            |
| Siena · Italia               | Total club    | Total club    | 1     | 0     | 0                | 0                | 0                       | 0                       | 1     | 0     | 0.00            |
| Udinese · Italia             | 1.ª           |               |       |       |                  |                  |                         |                         |       |       |                 |
| Udinese · Italia             | 1.ª           | 2013          | 4     | 0     | —                | —                | —                       | —                       | 4     | 0     | 0.00            |
| Udinese · Italia             | Total club    | Total club    | 4     | 0     | 0                | 0                | 0                       | 0                       | 4     | 0     | 0.00            |
| Hércules · España            | 2.ª           |               |       |       |                  |                  |                         |                         |       |       |                 |
| Hércules · España            | 2.ª           | 2013          | 2     | 0     | —                | —                | —                       | —                       | 2     | 0     | 0.00            |
| Hércules · España            | Total club    | Total club    | 2     | 0     | 0                | 0                | 0                       | 0                       | 2     | 0     | 0.00            |
| Granada · España             | 1.ª           | 2013          | —     | —     | —                | —                | —                       | —                       | 0     | 0     | 0.00            |
| Granada · España             | Total club    | Total club    | 0     | 0     | 0                | 0                | 0                       | 0                       | 0     | 0     | 0.00            |
| Unión Española · Chile       | 1.ª           |               |       |       |                  |                  |                         |                         |       |       |                 |
| Unión Española · Chile       | 1.ª           | 2014          | 15    | 3     | 6                | 1                | 8                       | 2                       | 29    | 6     | 0.21            |
| Unión Española · Chile       | Total club    | Total club    | 15    | 3     | 6                | 1                | 8                       | 2                       | 29    | 6     | 0.21            |
| Arsenal de Sarandí Argentina | 1.ª           |               |       |       |                  |                  |                         |                         |       |       |                 |
| Arsenal de Sarandí Argentina | 1.ª           | 2015          | 17    | 1     | —                | —                | 2                       | 0                       | 19    | 1     | 0.05            |
| Arsenal de Sarandí Argentina | Total club    | Total club    | 17    | 1     | 0                | 0                | 0                       | 0                       | 19    | 1     | 0.05            |
| Audax Italiano · Chile       | 1.ª           | 2016          | 13    | 1     | —                | —                | —                       | —                       | 13    | 1     | 0.08            |
| Audax Italiano · Chile       | 1.ª           | 2016-17       | 28    | 0     | 6                | 2                | —                       | —                       | 34    | 2     | 0.06            |
| Audax Italiano · Chile       | 1.ª           | 2017          | 13    | 1     | 4                | 0                | —                       | —                       | 17    | 1     | 0.06            |
| Audax Italiano · Chile       | 1.ª           | 2018          | 23    | 2     | 9                | 1                | —                       | —                       | 32    | 3     | 0.09            |
| Audax Italiano · Chile       | Total club    | Total club    | 168   | 23    | 25               | 4                | 0                       | 0                       | 193   | 27    | 0.14            |
| Universidad de Chile · Chile | 1.ª           | 2019          | 6     | 0     | 2                | 0                | —                       | —                       | 6     | 0     | 0.00            |
| Universidad de Chile · Chile | Total club    | Total club    | 6     | 0     | 2                | 0                | 0                       | 0                       | 6     | 0     | 0.00            |
| Santiago Wanderers · Chile   | 2.ª           |               |       |       |                  |                  |                         |                         |       |       |                 |
| Santiago Wanderers · Chile   | 2.ª           | 2019          | 7     | 0     | —                | —                | —                       | —                       | 7     | 0     | 0.00            |
| Santiago Wanderers · Chile   | Total club    | Total club    | 7     | 0     | 0                | 0                | 0                       | 0                       | 7     | 0     | 0.00            |
| Total carrera                | Total carrera | Total carrera | 233   | 29    | 33               | 5                | 15                      | 2                       | 270   | 36    | 0.13            |
| 1. 2. 3.                     |               |               |       |       |                  |                  |                         |                         |       |       |                 |

## Palmarés

### Títulos nacionales
| Título    | Equipo                  | País  | Año  |
| --------- | ----------------------- | ----- | ---- |
| Primera B | C.D. Santiago Wanderers | Chile | 2019 |

### Distinciones individuales
| Distinción                                 | Año  |
| ------------------------------------------ | ---- |
| Parte del Equipo Ideal de la ANFP          | 2010 |
| Parte del Equipo Ideal de El Gráfico Chile | 2010 |
| Parte del Equipo Ideal de la ANFP          | 2011 |
| Parte del Equipo Ideal de El Gráfico Chile | 2011 |